# Tour de Luxemburgo 2021
La 81.ª edición del Tour de Luxemburgo fue una carrera de ciclismo en ruta por etapas que se celebró entre el 14 y el 18 de septiembre de 2021 con inicio y final en la ciudad de Luxemburgo en Luxemburgo. El recorrido constó de un total de 5 etapas sobre una distancia total de 724,5 km.
La carrera hizo parte del circuito UCI ProSeries 2021, dentro de la categoría 2.Pro, y fue ganada por el portugués João Almeida del Deceuninck-Quick Step. Completaron el podio, como segundo y tercer clasificado respectivamente, el suizo Marc Hirschi del UAE Emirates y el italiano Mattia Cattaneo, compañero de equipo del vencedor.

## Equipos participantes
Tomaron parte en la carrera 21 equipos, de los cuales 8 fueron de categoría UCI WorldTeam, 12 de categoría UCI ProTeam y 1 de categoría Continental, quienes conformaron un pelotón de 126 ciclistas de los cuales finalizaron 103. Los equipos participantes fueron:
| WorldTeams (8)- UAE Team Emirates - AG2R Citroën Team - Cofidis - Deceuninck-Quick Step - Groupama-FDJ - Lotto Soudal - Team BikeExchange - Trek-Segafredo ProTeams (12)- Alpecin-Fenix - B&B Hotels p/b KTM - Bingoal Pauwels Sauces WB - Burgos-BH - Caja Rural-Seguros RGA - Delko - Sport Vlaanderen-Baloise - Rally Cycling - Arkéa-Samsic - TotalEnergies - Uno-X Pro Cycling Team - Vini Zabù Equipo continental- Leopard |
| |

## Etapas
| Etapa     | Fecha     | Recorrido                 | type                    | Distancia (km) | Desnivel (m) | Ganador         | Líder        |
| --------- | --------- | ------------------------- | ----------------------- | -------------- | ------------ | --------------- | ------------ |
| 1.ª etapa | 14 de sep | Luxemburgo – Luxemburgo   | etapa escarpada         | 140            | 2004 m       | João Almeida    | João Almeida |
| 2.ª etapa | 15 de sep | Steinfort – Eschdorf      | etapa escarpada         | 186,1          | 3302 m       | Marc Hirschi    | Marc Hirschi |
| 3.ª etapa | 16 de sep | Mondorf-les-Bains – Mamer | etapa de media montaña  | 189,3          | 2433 m       | Sacha Modolo    | Marc Hirschi |
| 4.ª etapa | 17 de sep | Dudelange – Dudelange     | contrarreloj individual | 25,4           | 287 m        | Mattia Cattaneo | João Almeida |
| 5.ª etapa | 18 de sep | Mersch – Luxemburgo       | etapa escarpada         | 183,7          | 3298 m       | David Gaudu     | João Almeida |

## Desarrollo de la carrera

### 1.ª etapa
| Luxemburgo - Luxemburgo | etapa escarpada | (140 km) |

| \| Clasificación de la etapa \| Clasificación de la etapa \| Clasificación de la etapa \| Clasificación de la etapa \| Clasificación de la etapa \| \| Ciclista \| Ciclista \| Equipo \| Tiempo \| \| \| ------------------------- \| ------------------------- \| ------------------------- \| ------------------------- \| ------------------------- \| \| 1.º \| João Almeida \| Deceuninck-Quick Step \| 3 h 16 min 09 s \| \| \| 2.º \| Bauke Mollema \| Trek-Segafredo \| + 0 s \| \| \| 3.º \| Marc Hirschi \| UAE Team Emirates \| + 0 s \| \| \| 4.º \| Clément Champoussin \| AG2R Citroën Team \| + 0 s \| \| \| 5.º \| Nairo Quintana \| Arkéa-Samsic \| + 0 s \| \| \| 6.º \| Jesús Herrada \| Cofidis \| + 0 s \| \| \| 7.º \| David Gaudu \| Groupama-FDJ \| + 0 s \| \| \| 8.º \| Andrea Vendrame \| AG2R Citroën Team \| + 0 s \| \| \| 9.º \| Thibaut Pinot \| Groupama-FDJ \| + 0 s \| \| \| 10.º \| Kobe Goossens \| Lotto-Soudal \| + 0 s \| \| |                     |                       |                 |
| |                     |                       |                 |
| Fuente: ProCyclingStats |                     |                       |                 |
| Clasificación de la etapa |                     |                       |                 |
| Ciclista | Ciclista            | Equipo                | Tiempo          |
| 1.º | João Almeida        | Deceuninck-Quick Step | 3 h 16 min 09 s |
| 2.º | Bauke Mollema       | Trek-Segafredo        | + 0 s           |
| 3.º | Marc Hirschi        | UAE Team Emirates     | + 0 s           |
| 4.º | Clément Champoussin | AG2R Citroën Team     | + 0 s           |
| 5.º | Nairo Quintana      | Arkéa-Samsic          | + 0 s           |
| 6.º | Jesús Herrada       | Cofidis               | + 0 s           |
| 7.º | David Gaudu         | Groupama-FDJ          | + 0 s           |
| 8.º | Andrea Vendrame     | AG2R Citroën Team     | + 0 s           |
| 9.º | Thibaut Pinot       | Groupama-FDJ          | + 0 s           |
| 10.º | Kobe Goossens       | Lotto-Soudal          | + 0 s           |

| \| Clasificación general \| Clasificación general \| Clasificación general \| Clasificación general \| Clasificación general \| \| Ciclista \| Ciclista \| Equipo \| Tiempo \| \| \| --------------------- \| --------------------- \| --------------------- \| --------------------- \| --------------------- \| \| 1.º \| João Almeida \| Deceuninck-Quick Step \| 3 h 15 min 59 s \| \| \| 2.º \| Bauke Mollema \| Trek-Segafredo \| + 4 s \| \| \| 3.º \| Marc Hirschi \| UAE Team Emirates \| + 6 s \| \| \| 4.º \| Clément Champoussin \| AG2R Citroën Team \| + 10 s \| \| \| 5.º \| Nairo Quintana \| Arkéa-Samsic \| + 10 s \| \| \| 6.º \| Jesús Herrada \| Cofidis \| + 10 s \| \| \| 7.º \| David Gaudu \| Groupama-FDJ \| + 10 s \| \| \| 8.º \| Andrea Vendrame \| AG2R Citroën Team \| + 10 s \| \| \| 9.º \| Thibaut Pinot \| Groupama-FDJ \| + 10 s \| \| \| 10.º \| Kobe Goossens \| Lotto-Soudal \| + 10 s \| \| |                     |                       |                 |
| |                     |                       |                 |
| Fuente: ProCyclingStats |                     |                       |                 |
| Clasificación general |                     |                       |                 |
| Ciclista | Ciclista            | Equipo                | Tiempo          |
| 1.º | João Almeida        | Deceuninck-Quick Step | 3 h 15 min 59 s |
| 2.º | Bauke Mollema       | Trek-Segafredo        | + 4 s           |
| 3.º | Marc Hirschi        | UAE Team Emirates     | + 6 s           |
| 4.º | Clément Champoussin | AG2R Citroën Team     | + 10 s          |
| 5.º | Nairo Quintana      | Arkéa-Samsic          | + 10 s          |
| 6.º | Jesús Herrada       | Cofidis               | + 10 s          |
| 7.º | David Gaudu         | Groupama-FDJ          | + 10 s          |
| 8.º | Andrea Vendrame     | AG2R Citroën Team     | + 10 s          |
| 9.º | Thibaut Pinot       | Groupama-FDJ          | + 10 s          |
| 10.º | Kobe Goossens       | Lotto-Soudal          | + 10 s          |

### 2.ª etapa
| Steinfort - Eschdorf | etapa escarpada | (186,1 km) |

| \| Clasificación de la etapa \| Clasificación de la etapa \| Clasificación de la etapa \| Clasificación de la etapa \| Clasificación de la etapa \| \| Ciclista \| Ciclista \| Equipo \| Tiempo \| \| \| ------------------------- \| ------------------------- \| ------------------------- \| ------------------------- \| ------------------------- \| \| 1.º \| Marc Hirschi \| UAE Team Emirates \| 4 h 45 min 12 s \| \| \| 2.º \| João Almeida \| Deceuninck-Quick Step \| + 8 s \| \| \| 3.º \| David Gaudu \| Groupama-FDJ \| + 8 s \| \| \| 4.º \| Davide Formolo \| UAE Team Emirates \| + 8 s \| \| \| 5.º \| David de la Cruz \| UAE Team Emirates \| + 8 s \| \| \| 6.º \| Thibaut Pinot \| Groupama-FDJ \| + 8 s \| \| \| 7.º \| Pierre Latour \| TotalEnergies \| + 20 s \| \| \| 8.º \| Sébastien Reichenbach \| Groupama-FDJ \| + 20 s \| \| \| 9.º \| Nairo Quintana \| Arkéa-Samsic \| + 20 s \| \| \| 10.º \| Clément Champoussin \| AG2R Citroën Team \| + 20 s \| \| |                       |                       |                 |
| |                       |                       |                 |
| Fuente: ProCyclingStats |                       |                       |                 |
| Clasificación de la etapa |                       |                       |                 |
| Ciclista | Ciclista              | Equipo                | Tiempo          |
| 1.º | Marc Hirschi          | UAE Team Emirates     | 4 h 45 min 12 s |
| 2.º | João Almeida          | Deceuninck-Quick Step | + 8 s           |
| 3.º | David Gaudu           | Groupama-FDJ          | + 8 s           |
| 4.º | Davide Formolo        | UAE Team Emirates     | + 8 s           |
| 5.º | David de la Cruz      | UAE Team Emirates     | + 8 s           |
| 6.º | Thibaut Pinot         | Groupama-FDJ          | + 8 s           |
| 7.º | Pierre Latour         | TotalEnergies         | + 20 s          |
| 8.º | Sébastien Reichenbach | Groupama-FDJ          | + 20 s          |
| 9.º | Nairo Quintana        | Arkéa-Samsic          | + 20 s          |
| 10.º | Clément Champoussin   | AG2R Citroën Team     | + 20 s          |

| \| Clasificación general \| Clasificación general \| Clasificación general \| Clasificación general \| Clasificación general \| \| Ciclista \| Ciclista \| Equipo \| Tiempo \| \| \| --------------------- \| --------------------- \| --------------------- \| --------------------- \| --------------------- \| \| 1.º \| Marc Hirschi \| UAE Team Emirates \| 8 h 01 min 06 s \| \| \| 2.º \| João Almeida \| Deceuninck-Quick Step \| + 4 s \| \| \| 3.º \| David Gaudu \| Groupama-FDJ \| + 19 s \| \| \| 4.º \| Thibaut Pinot \| Groupama-FDJ \| + 23 s \| \| \| 5.º \| David de la Cruz \| UAE Team Emirates \| + 23 s \| \| \| 6.º \| Davide Formolo \| UAE Team Emirates \| + 23 s \| \| \| 7.º \| Nairo Quintana \| Arkéa-Samsic \| + 33 s \| \| \| 8.º \| Bauke Mollema \| Trek-Segafredo \| + 35 s \| \| \| 9.º \| Clément Champoussin \| AG2R Citroën Team \| + 35 s \| \| \| 10.º \| Jesús Herrada \| Cofidis \| + 35 s \| \| |                     |                       |                 |
| |                     |                       |                 |
| Fuente: ProCyclingStats |                     |                       |                 |
| Clasificación general |                     |                       |                 |
| Ciclista | Ciclista            | Equipo                | Tiempo          |
| 1.º | Marc Hirschi        | UAE Team Emirates     | 8 h 01 min 06 s |
| 2.º | João Almeida        | Deceuninck-Quick Step | + 4 s           |
| 3.º | David Gaudu         | Groupama-FDJ          | + 19 s          |
| 4.º | Thibaut Pinot       | Groupama-FDJ          | + 23 s          |
| 5.º | David de la Cruz    | UAE Team Emirates     | + 23 s          |
| 6.º | Davide Formolo      | UAE Team Emirates     | + 23 s          |
| 7.º | Nairo Quintana      | Arkéa-Samsic          | + 33 s          |
| 8.º | Bauke Mollema       | Trek-Segafredo        | + 35 s          |
| 9.º | Clément Champoussin | AG2R Citroën Team     | + 35 s          |
| 10.º | Jesús Herrada       | Cofidis               | + 35 s          |

### 3.ª etapa
| Mondorf-les-Bains - Mamer | etapa de media montaña | (189,3 km) |

| \| Clasificación de la etapa \| Clasificación de la etapa \| Clasificación de la etapa \| Clasificación de la etapa \| Clasificación de la etapa \| \| Ciclista \| Ciclista \| Equipo \| Tiempo \| \| \| ------------------------- \| ------------------------- \| ------------------------- \| ------------------------- \| ------------------------- \| \| 1.º \| Sacha Modolo \| Alpecin-Fenix \| 4 h 17 min 47 s \| \| \| 2.º \| Benoît Cosnefroy \| AG2R Citroën Team \| + 0 s \| \| \| 3.º \| Eduard-Michael Grosu \| Delko \| + 0 s \| \| \| 4.º \| Edvald Boasson Hagen \| TotalEnergies \| + 0 s \| \| \| 5.º \| Andrea Vendrame \| AG2R Citroën Team \| + 0 s \| \| \| 6.º \| Clément Champoussin \| AG2R Citroën Team \| + 0 s \| \| \| 7.º \| Arne Marit \| Sport Vlaanderen-Baloise \| + 0 s \| \| \| 8.º \| Franck Bonnamour \| B&B Hotels p/b KTM \| + 0 s \| \| \| 9.º \| Manuel Peñalver \| Burgos-BH \| + 0 s \| \| \| 10.º \| Arvid de Kleijn \| Rally Cycling \| + 0 s \| \| |                      |                          |                 |
| |                      |                          |                 |
| Fuente: ProCyclingStats |                      |                          |                 |
| Clasificación de la etapa |                      |                          |                 |
| Ciclista | Ciclista             | Equipo                   | Tiempo          |
| 1.º | Sacha Modolo         | Alpecin-Fenix            | 4 h 17 min 47 s |
| 2.º | Benoît Cosnefroy     | AG2R Citroën Team        | + 0 s           |
| 3.º | Eduard-Michael Grosu | Delko                    | + 0 s           |
| 4.º | Edvald Boasson Hagen | TotalEnergies            | + 0 s           |
| 5.º | Andrea Vendrame      | AG2R Citroën Team        | + 0 s           |
| 6.º | Clément Champoussin  | AG2R Citroën Team        | + 0 s           |
| 7.º | Arne Marit           | Sport Vlaanderen-Baloise | + 0 s           |
| 8.º | Franck Bonnamour     | B&B Hotels p/b KTM       | + 0 s           |
| 9.º | Manuel Peñalver      | Burgos-BH                | + 0 s           |
| 10.º | Arvid de Kleijn      | Rally Cycling            | + 0 s           |

| \| Clasificación general \| Clasificación general \| Clasificación general \| Clasificación general \| Clasificación general \| \| Ciclista \| Ciclista \| Equipo \| Tiempo \| \| \| --------------------- \| --------------------- \| --------------------- \| --------------------- \| --------------------- \| \| 1.º \| Marc Hirschi \| UAE Team Emirates \| 12 h 18 min 53 s \| \| \| 2.º \| João Almeida \| Deceuninck-Quick Step \| + 4 s \| \| \| 3.º \| David Gaudu \| Groupama-FDJ \| + 19 s \| \| \| 4.º \| Thibaut Pinot \| Groupama-FDJ \| + 23 s \| \| \| 5.º \| David de la Cruz \| UAE Team Emirates \| + 23 s \| \| \| 6.º \| Davide Formolo \| UAE Team Emirates \| + 23 s \| \| \| 7.º \| Nairo Quintana \| Arkéa-Samsic \| + 33 s \| \| \| 8.º \| Clément Champoussin \| AG2R Citroën Team \| + 35 s \| \| \| 9.º \| Jesús Herrada \| Cofidis \| + 35 s \| \| \| 10.º \| Pierre Latour \| TotalEnergies \| + 35 s \| \| |                     |                       |                  |
| |                     |                       |                  |
| Fuente: ProCyclingStats |                     |                       |                  |
| Clasificación general |                     |                       |                  |
| Ciclista | Ciclista            | Equipo                | Tiempo           |
| 1.º | Marc Hirschi        | UAE Team Emirates     | 12 h 18 min 53 s |
| 2.º | João Almeida        | Deceuninck-Quick Step | + 4 s            |
| 3.º | David Gaudu         | Groupama-FDJ          | + 19 s           |
| 4.º | Thibaut Pinot       | Groupama-FDJ          | + 23 s           |
| 5.º | David de la Cruz    | UAE Team Emirates     | + 23 s           |
| 6.º | Davide Formolo      | UAE Team Emirates     | + 23 s           |
| 7.º | Nairo Quintana      | Arkéa-Samsic          | + 33 s           |
| 8.º | Clément Champoussin | AG2R Citroën Team     | + 35 s           |
| 9.º | Jesús Herrada       | Cofidis               | + 35 s           |
| 10.º | Pierre Latour       | TotalEnergies         | + 35 s           |

### 4.ª etapa
| Dudelange - Dudelange | contrarreloj individual | (25,4 km) |

| \| Clasificación de la etapa \| Clasificación de la etapa \| Clasificación de la etapa \| Clasificación de la etapa \| Clasificación de la etapa \| \| Ciclista \| Ciclista \| Equipo \| Tiempo \| \| \| ------------------------- \| ------------------------- \| ------------------------- \| ------------------------- \| ------------------------- \| \| 1.º \| Mattia Cattaneo \| Deceuninck-Quick Step \| 30 min 53 s \| \| \| 2.º \| João Almeida \| Deceuninck-Quick Step \| + 2 s \| \| \| 3.º \| Mattias Skjelmose \| Trek-Segafredo \| + 26 s \| \| \| 4.º \| David de la Cruz \| UAE Team Emirates \| + 35 s \| \| \| 5.º \| Pierre Latour \| TotalEnergies \| + 38 s \| \| \| 6.º \| Marc Hirschi \| UAE Team Emirates \| + 49 s \| \| \| 7.º \| Jack Bauer \| BikeExchange \| + 50 s \| \| \| 8.º \| Harry Sweeny \| Lotto-Soudal \| + 55 s \| \| \| 9.º \| Antonio Tiberi \| Trek-Segafredo \| + 55 s \| \| \| 10.º \| Vincenzo Nibali \| Trek-Segafredo \| + 57 s \| \| |                   |                       |             |
| |                   |                       |             |
| Fuente: ProCyclingStats |                   |                       |             |
| Clasificación de la etapa |                   |                       |             |
| Ciclista | Ciclista          | Equipo                | Tiempo      |
| 1.º | Mattia Cattaneo   | Deceuninck-Quick Step | 30 min 53 s |
| 2.º | João Almeida      | Deceuninck-Quick Step | + 2 s       |
| 3.º | Mattias Skjelmose | Trek-Segafredo        | + 26 s      |
| 4.º | David de la Cruz  | UAE Team Emirates     | + 35 s      |
| 5.º | Pierre Latour     | TotalEnergies         | + 38 s      |
| 6.º | Marc Hirschi      | UAE Team Emirates     | + 49 s      |
| 7.º | Jack Bauer        | BikeExchange          | + 50 s      |
| 8.º | Harry Sweeny      | Lotto-Soudal          | + 55 s      |
| 9.º | Antonio Tiberi    | Trek-Segafredo        | + 55 s      |
| 10.º | Vincenzo Nibali   | Trek-Segafredo        | + 57 s      |

| \| Clasificación general \| Clasificación general \| Clasificación general \| Clasificación general \| Clasificación general \| \| Ciclista \| Ciclista \| Equipo \| Tiempo \| \| \| --------------------- \| --------------------- \| --------------------- \| --------------------- \| --------------------- \| \| 1.º \| João Almeida \| Deceuninck-Quick Step \| 12 h 49 min 51 s \| \| \| 2.º \| Marc Hirschi \| UAE Team Emirates \| + 43 s \| \| \| 3.º \| Mattia Cattaneo \| Deceuninck-Quick Step \| + 50 s \| \| \| 4.º \| David de la Cruz \| UAE Team Emirates \| + 52 s \| \| \| 5.º \| Pierre Latour \| TotalEnergies \| + 1 min 07 s \| \| \| 6.º \| Thibaut Pinot \| Groupama-FDJ \| + 1 min 21 s \| \| \| 7.º \| David Gaudu \| Groupama-FDJ \| + 1 min 21 s \| \| \| 8.º \| Vincenzo Nibali \| Trek-Segafredo \| + 1 min 32 s \| \| \| 9.º \| Davide Formolo \| UAE Team Emirates \| + 1 min 36 s \| \| \| 10.º \| Jesús Herrada \| Cofidis \| + 1 min 37 s \| \| |                  |                       |                  |
| |                  |                       |                  |
| Fuente: ProCyclingStats |                  |                       |                  |
| Clasificación general |                  |                       |                  |
| Ciclista | Ciclista         | Equipo                | Tiempo           |
| 1.º | João Almeida     | Deceuninck-Quick Step | 12 h 49 min 51 s |
| 2.º | Marc Hirschi     | UAE Team Emirates     | + 43 s           |
| 3.º | Mattia Cattaneo  | Deceuninck-Quick Step | + 50 s           |
| 4.º | David de la Cruz | UAE Team Emirates     | + 52 s           |
| 5.º | Pierre Latour    | TotalEnergies         | + 1 min 07 s     |
| 6.º | Thibaut Pinot    | Groupama-FDJ          | + 1 min 21 s     |
| 7.º | David Gaudu      | Groupama-FDJ          | + 1 min 21 s     |
| 8.º | Vincenzo Nibali  | Trek-Segafredo        | + 1 min 32 s     |
| 9.º | Davide Formolo   | UAE Team Emirates     | + 1 min 36 s     |
| 10.º | Jesús Herrada    | Cofidis               | + 1 min 37 s     |

### 5.ª etapa
| Mersch - Luxemburgo | etapa escarpada | (183,7 km) |

| \| Clasificación de la etapa \| Clasificación de la etapa \| Clasificación de la etapa \| Clasificación de la etapa \| Clasificación de la etapa \| \| Ciclista \| Ciclista \| Equipo \| Tiempo \| \| \| ------------------------- \| ------------------------- \| ------------------------- \| ------------------------- \| ------------------------- \| \| 1.º \| David Gaudu \| Groupama-FDJ \| 4 h 30 min 59 s \| \| \| 2.º \| João Almeida \| Deceuninck-Quick Step \| + 0 s \| \| \| 3.º \| Pierre Latour \| TotalEnergies \| + 0 s \| \| \| 4.º \| Marc Hirschi \| UAE Team Emirates \| + 0 s \| \| \| 5.º \| Benoît Cosnefroy \| AG2R Citroën Team \| + 0 s \| \| \| 6.º \| Alex Kirsch \| Trek-Segafredo \| + 0 s \| \| \| 7.º \| Fausto Masnada \| Deceuninck-Quick Step \| + 0 s \| \| \| 8.º \| Clément Champoussin \| AG2R Citroën Team \| + 0 s \| \| \| 9.º \| Jesús Herrada \| Cofidis \| + 0 s \| \| \| 10.º \| Oier Lazkano \| Caja Rural-Seguros RGA \| + 0 s \| \| |                     |                        |                 |
| |                     |                        |                 |
| Fuente: ProCyclingStats |                     |                        |                 |
| Clasificación de la etapa |                     |                        |                 |
| Ciclista | Ciclista            | Equipo                 | Tiempo          |
| 1.º | David Gaudu         | Groupama-FDJ           | 4 h 30 min 59 s |
| 2.º | João Almeida        | Deceuninck-Quick Step  | + 0 s           |
| 3.º | Pierre Latour       | TotalEnergies          | + 0 s           |
| 4.º | Marc Hirschi        | UAE Team Emirates      | + 0 s           |
| 5.º | Benoît Cosnefroy    | AG2R Citroën Team      | + 0 s           |
| 6.º | Alex Kirsch         | Trek-Segafredo         | + 0 s           |
| 7.º | Fausto Masnada      | Deceuninck-Quick Step  | + 0 s           |
| 8.º | Clément Champoussin | AG2R Citroën Team      | + 0 s           |
| 9.º | Jesús Herrada       | Cofidis                | + 0 s           |
| 10.º | Oier Lazkano        | Caja Rural-Seguros RGA | + 0 s           |

## Clasificaciones finales
- Las clasificaciones finalizaron de la siguiente forma:[2]

### Clasificación general
| \| Clasificación general \| Clasificación general \| Clasificación general \| Clasificación general \| Clasificación general \| \| Ciclista \| Ciclista \| Equipo \| Tiempo \| \| \| --------------------- \| --------------------- \| --------------------- \| --------------------- \| --------------------- \| \| 1.º \| João Almeida \| Deceuninck-Quick Step \| 17 h 20 min 44 s \| \| \| 2.º \| Marc Hirschi \| UAE Team Emirates \| + 46 s \| \| \| 3.º \| Mattia Cattaneo \| Deceuninck-Quick Step \| + 1 min 05 s \| \| \| 4.º \| David de la Cruz \| UAE Team Emirates \| + 1 min 09 s \| \| \| 5.º \| Pierre Latour \| TotalEnergies \| + 1 min 09 s \| \| \| 6.º \| David Gaudu \| Groupama-FDJ \| + 1 min 17 s \| \| \| 7.º \| Thibaut Pinot \| Groupama-FDJ \| + 1 min 27 s \| \| \| 8.º \| Jesús Herrada \| Cofidis \| + 1 min 43 s \| \| \| 9.º \| Vincenzo Nibali \| Trek-Segafredo \| + 1 min 49 s \| \| \| 10.º \| Davide Formolo \| UAE Team Emirates \| + 1 min 53 s \| \| |                  |                       |                  |
| |                  |                       |                  |
| Fuente: ProCyclingStats |                  |                       |                  |
| Clasificación general |                  |                       |                  |
| Ciclista | Ciclista         | Equipo                | Tiempo           |
| 1.º | João Almeida     | Deceuninck-Quick Step | 17 h 20 min 44 s |
| 2.º | Marc Hirschi     | UAE Team Emirates     | + 46 s           |
| 3.º | Mattia Cattaneo  | Deceuninck-Quick Step | + 1 min 05 s     |
| 4.º | David de la Cruz | UAE Team Emirates     | + 1 min 09 s     |
| 5.º | Pierre Latour    | TotalEnergies         | + 1 min 09 s     |
| 6.º | David Gaudu      | Groupama-FDJ          | + 1 min 17 s     |
| 7.º | Thibaut Pinot    | Groupama-FDJ          | + 1 min 27 s     |
| 8.º | Jesús Herrada    | Cofidis               | + 1 min 43 s     |
| 9.º | Vincenzo Nibali  | Trek-Segafredo        | + 1 min 49 s     |
| 10.º | Davide Formolo   | UAE Team Emirates     | + 1 min 53 s     |

1) Joa almeida

### Clasificación por puntos
| Clasificación por puntos | Clasificación por puntos | Clasificación por puntos | Clasificación por puntos | Clasificación por puntos |
| Ciclista                 | Ciclista                 | Equipo                   | Puntos                   |                          |
| ------------------------ | ------------------------ | ------------------------ | ------------------------ | ------------------------ |
| 1.º                      | João Almeida             | Deceuninck-Quick Step    | 68 pts                   |                          |
| 2.º                      | Marc Hirschi             | UAE Team Emirates        | 51 pts                   |                          |
| 3.º                      | David Gaudu              | Groupama-FDJ             | 38 pts                   |                          |
| 4.º                      | Pierre Latour            | TotalEnergies            | 27 pts                   |                          |
| 5.º                      | Benoît Cosnefroy         | AG2R Citroën Team        | 25 pts                   |                          |

### Clasificación de la montaña
| Clasificación de la montaña | Clasificación de la montaña | Clasificación de la montaña | Clasificación de la montaña | Clasificación de la montaña |
| Ciclista                    | Ciclista                    | Equipo                      | Puntos                      |                             |
| --------------------------- | --------------------------- | --------------------------- | --------------------------- | --------------------------- |
| 1.º                         | Kenny Molly                 | Bingoal Pauwels Sauces WB   | 42 pts                      |                             |
| 2.º                         | Sebastian Schönberger       | B&B Hotels p/b KTM          | 20 pts                      |                             |
| 3.º                         | Kenneth Van Rooy            | Sport Vlaanderen-Baloise    | 8 pts                       |                             |
| 4.º                         | Ben O'Connor                | AG2R Citroën Team           | 8 pts                       |                             |
| 5.º                         | Morten Hulgaard             | Uno-X Pro Cycling Team      | 8 pts                       |                             |

### Clasificación de los jóvenes
| Clasificación del mejor joven | Clasificación del mejor joven | Clasificación del mejor joven | Clasificación del mejor joven | Clasificación del mejor joven |
| Ciclista                      | Ciclista                      | Equipo                        | Tiempo                        |                               |
| ----------------------------- | ----------------------------- | ----------------------------- | ----------------------------- | ----------------------------- |
| 1.º                           | João Almeida                  | Deceuninck-Quick Step         | 17 h 20 min 44 s              |                               |
| 2.º                           | Marc Hirschi                  | UAE Team Emirates             | + 46 s                        |                               |
| 3.º                           | David Gaudu                   | Groupama-FDJ                  | + 1 min 17 s                  |                               |
| 4.º                           | Clément Champoussin           | AG2R Citroën Team             | + 1 min 57 s                  |                               |
| 5.º                           | Kobe Goossens                 | Lotto-Soudal                  | + 2 min 11 s                  |                               |

### Clasificación por equipos
| Clasificación por equipos | Clasificación por equipos | Clasificación por equipos | Clasificación por equipos |
| Equipo                    | Equipo                    | Tiempo                    |                           |
| ------------------------- | ------------------------- | ------------------------- | ------------------------- |
| 1.º                       | Deceuninck-Quick Step     | 52 h 05 min 48 s          |                           |
| 2.º                       | UAE Team Emirates         | + 30 s                    |                           |
| 3.º                       | Groupama-FDJ              | + 1 min 08 s              |                           |
| 4.º                       | Trek-Segafredo            | + 7 min 20 s              |                           |
| 5.º                       | AG2R Citroën Team         | + 12 min 07 s             |                           |

## Evolución de las clasificaciones
| Etapa                   | Vencedor                | Clasificación general | Clasificación por puntos | Clasificación de la montaña | Clasificación de los jóvenes | Clasificación por equipos |
| ----------------------- | ----------------------- | --------------------- | ------------------------ | --------------------------- | ---------------------------- | ------------------------- |
| 1.ª                     | João Almeida            | João Almeida          | João Almeida             | Kenny Molly                 | João Almeida                 | Groupama-FDJ              |
| 2.ª                     | Marc Hirschi            | Marc Hirschi          | João Almeida             | Kenny Molly                 | Marc Hirschi                 | UAE Emirates              |
| 3.ª                     | Sacha Modolo            | Marc Hirschi          | João Almeida             | Kenny Molly                 | Marc Hirschi                 | UAE Emirates              |
| 4.ª                     | Mattia Cattaneo         | João Almeida          | João Almeida             | Kenny Molly                 | João Almeida                 | Deceuninck-Quick Step     |
| 5.ª                     | David Gaudu             | João Almeida          | João Almeida             | Kenny Molly                 | João Almeida                 | Deceuninck-Quick Step     |
| Clasificaciones finales | Clasificaciones finales | João Almeida          | João Almeida             | Kenny Molly                 | João Almeida                 | Deceuninck-Quick Step     |

## UCI World Ranking
El Tour de Luxemburgo otorgó puntos para el UCI World Ranking para corredores de los equipos en las categorías UCI WorldTeam, UCI ProTeam y Continental. Las siguientes tablas son el baremo de puntuación y los 10 corredores que obtuvieron más puntos:
| Posición              | 1.º | 2.º | 3.º | 4.º | 5.º | 6.º | 7.º | 8.º | 9.º | 10.º | 11.º | 12.º | 13.º | 14.º | 15.º | 16.º-30.º | 31.º-40.º |
| Clasificación general | 200 | 150 | 125 | 100 | 85  | 70  | 60  | 50  | 40  | 35   | 30   | 25   | 20   | 15   | 10   | 5         | 3         |
| Por etapa             | 20  | 10  | 5   |     |     |     |     |     |     |      |      |      |      |      |      |           |           |
| Líder                 | 5   |     |     |     |     |     |     |     |     |      |      |      |      |      |      |           |           |

| Clasificación |                  |                            |         |       |       |       |
| Posición      | Ciclista         | Equipo                     | General | Etapa | Líder | Total |
| ------------- | ---------------- | -------------------------- | ------- | ----- | ----- | ----- |
| 1.º           | João Almeida     | Deceuninck-Quick Step      | 200     | 50    | 10    | 260   |
| 2.º           | Marc Hirschi     | UAE Emirates               | 150     | 25    | 10    | 185   |
| 3.º           | Mattia Cattaneo  | Deceuninck-Quick Step      | 125     | 20    | -     | 145   |
| 4.º           | David de la Cruz | UAE Emirates               | 100     | -     | -     | 100   |
| 5.º           | David Gaudu      | Groupama-FDJ               | 70      | 25    | -     | 95    |
| 6.º           | Pierre Latour    | TotalEnergies              | 85      | 5     | -     | 90    |
| 7.º           | Thibaut Pinot    | Groupama-FDJ               | 60      | -     | -     | 60    |
| 8.º           | Jesús Herrada    | Cofidis, Solutions Crédits | 50      | -     | -     | 50    |
| 9.º           | Vincenzo Nibali  | Trek-Segafredo             | 40      | -     | -     | 40    |
| 10.º          | Davide Formolo   | UAE Emirates               | 35      | -     | -     | 35    |